# Robert Walpole

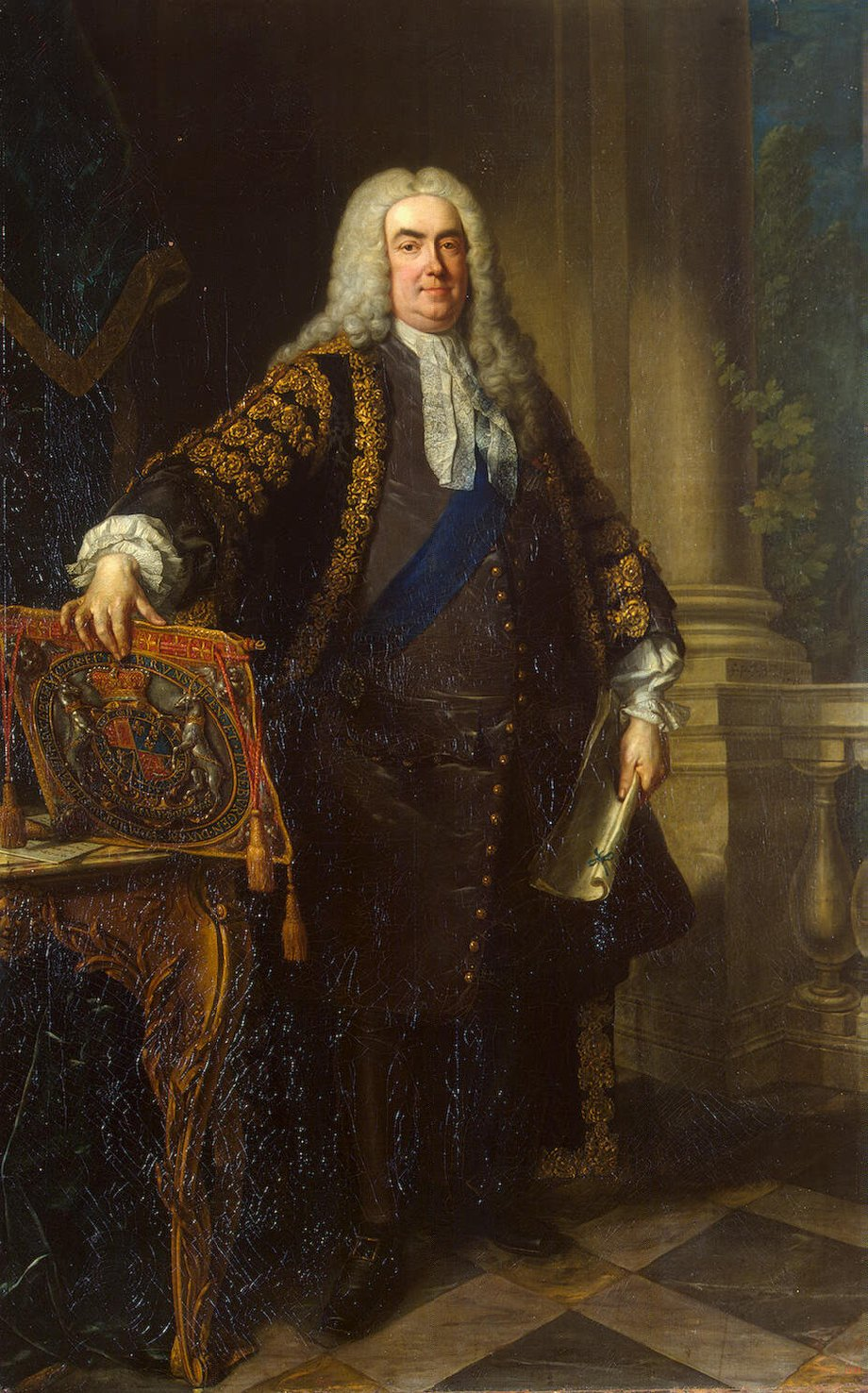
Robert Walpole, 1740

Robert Walpole, 1. Earl of Orford, KG, KB, PC (* 26. August 1676 in Houghton, Norfolk; † 18. März 1745 in London) war ab 1721 faktisch, ab 1730 auch formell erster Premierminister Großbritanniens, bis zu seinem Rücktritt im Februar 1742.
Walpole, der Mitglied der Whigpartei war, diente während der Regierungszeit der Könige Georg I. und Georg II.
Seine Amtszeit wird normalerweise von 1721 an gerechnet, dem Zeitpunkt, als er das Amt des Lord High Treasurer übernahm. Aber auch das Jahr 1730 wird als Beginn seiner Amtszeit genannt. Dies war der Zeitpunkt, als Charles Townshend, 2. Viscount Townshend, in Pension ging und Walpole Vorsitzender des Kabinetts wurde.
Dieser Disput über die Länge seiner Amtszeit rührt nicht zuletzt daher, dass es zur damaligen Zeit offiziell noch kein Amt eines so genannten Premierministers gab.
Im Februar 1742 endete seine Amtszeit und war damit die längste in der britischen Geschichte (siehe Liste der britischen Premierminister). 

## Frühe Jahre und Familie

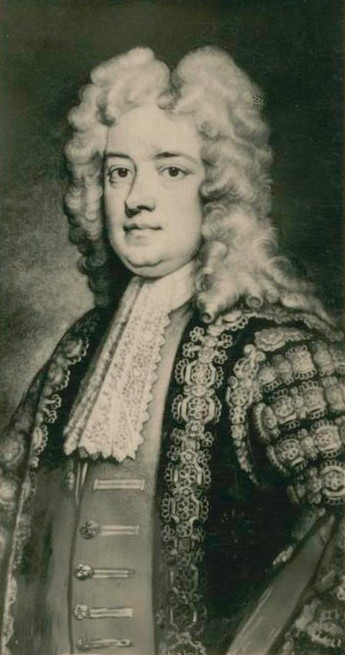
Sir Robert Walpole

Robert Walpole wurde 1676 auf dem Gut seines Vaters in Houghton, Norfolk, geboren. Sein Vater, Robert Walpole (um 1650–1700), war Colonel der Englischen Armee sowie als Whigpolitiker von 1689 bis 1700 Unterhausabgeordneter für das Borough Castle Rising in Norfolk. Seine Mutter war dessen Gattin Mary Burwell, Erbtochter des Sir Geoffrey Burwell, Gutsherr von Rougham in Suffolk. Robert war das dritte von 17 Kindern, wovon acht schon im Säuglingsalter starben. Damit war Walpole der Premierminister mit den meisten Geschwistern.
Seine Ausbildung erhielt Robert zwischen 1690 und 1695 am Eton College. 1696 begann er ein Studium am King’s College der Universität Cambridge. 1698 verließ er die Universität wieder, da sein einziger älterer Bruder gestorben war und er seinem Vater bei der Verwaltung des Familienbesitzes helfen musste. Bis dahin hatte Walpole geplant Geistlicher zu werden; nun (da er als ältester Sohn den Familienbesitz erben würde) verwarf er diesen Plan. 
Am 30. Juli 1700 heiratete er Catherine Shorter (um 1682–1737), Tochter des John Shorter, Gutsherr von Bybrook in Kent, mit der er zwei Töchter und vier Söhne hatte:
- Robert Walpole, 2. Earl of Orford (1701–1751), 1723 1. Baron Walpole, ⚭ 1724 Margaret Rolle, 15. Baroness Clinton (1709–1781);
- Lady Katherine Walpole (1703–1722);
- Horatio Walpole (1704–1704);
- Lady Mary Walpole (1705–1732), ⚭ 1723 George Cholmondeley, 3. Earl of Cholmondeley (1703–1770);
- Hon. Sir Edward Walpole (1706–1784), MP, Chief Secretary of Ireland; seine uneheliche Tochter Maria heiratete später in die königliche Familie ein als Ehefrau von William Henry, Duke of Gloucester and Edinburgh, dem Bruder von König George III.;
- Horace Walpole, 4. Earl of Orford (1717–1797), MP, Schriftsteller und Architekt; er gilt als der Begründer der „Gothic Novel“.

Nachdem seine erste Gattin im August 1737 gestorben war, heiratete Robert Walpole in zweiter Ehe am 3. März 1738 seine Geliebte Maria Skerritt († 4. Juni 1738) aus London. Sie lebten offiziell schon seit etwa 1724 zusammen in Richmond, Yorkshire, Houghton Hall und London. Sie hatten zusammen eine uneheliche Tochter, die später als Lady Mary Walpole in den protokollarischen Rang der Tochter eines Earls erhoben wurde und den Unterhausabgeordneten und Colonel Charles Churchill (um 1720–1812) heiratete.

## Frühe politische Karriere
Walpoles politische Laufbahn begann im Januar 1701, als er bei den Wahlen zum Unterhaus des englischen Parlaments als Abgeordneter für das Borough Castle Rising gewählt wurde. Diesen Wahlkreis hatte zuvor sein (drei Monate vorher gestorbener) Vater vertreten. Zu den Unterhauswahlen 1702 wechselte er den Wahlkreis und wurde Abgeordneter für das Borough King’s Lynn. Dort wurde er dann bei jeder Wahl in den zukünftigen 40 Jahren wiedergewählt.
Wie sein Vater war Robert Walpole ein überzeugter Anhänger der Whigs im Parlament damals einer Mehrheit der Torypartei gegenüberstanden.
Im Jahre 1705 wurde Walpole Mitglied des Rates des Lord High Admiral, eines Gremiums, das über Marineangelegenheiten wachte. Dieses Amt wurde damals von Prinz Georg von Dänemark bekleidet, dem Ehemann der englischen Königin Anne.
Schnell erkannte man Walpoles Verwaltungsfähigkeiten, und er wurde 1708 von Sidney Godolphin, 1. Earl of Godolphin, dem Lord High Treasurer und Kabinettschef, zum Kriegsminister ernannt. Für kurze Zeit war er auch Treasurer of the Navy.
Walpoles Dienste in diesen Ämtern machten ihn zu einem engen Berater von John Churchill, 1. Duke of Marlborough, der damals Oberkommandierender der britischen Streitkräfte im Spanischen Erbfolgekrieg und ein einflussreicher Politiker war. Walpole wurde schnell eines der einflussreichsten Kabinettsmitglieder.
Trotz seines Durchsetzungsvermögens gelang es ihm nicht, Lord Godolphin und die Whigs daran zu hindern, auf eine Anklage gegen Henry Sacheverel (1674–1724) zu drängen. Sacheverel war ein anglikanischer Priester, der in seinen Predigten polemisch gegen die Whigs wetterte. Dass ein Prozess eröffnet wurde, machte die Whigs landesweit ziemlich unbeliebt und führte nicht zuletzt zum politischen Niedergang des Duke of Marlborough und der Whigs bei der Wahl von 1710.
Die neue Toryregierung unter der Leitung von Robert Harley entfernte Walpole aus dem Amt des Kriegsministers, erlaubte ihm aber, bis zum 2. Januar 1711 Treasurer of the Navy zu bleiben. Harley versuchte ihn zu überreden, Mitglied der Tories zu werden, aber Walpole lehnte ab und wurde stattdessen eines der öffentlichkeitswirksamsten Mitglieder der Whigs in der Opposition.
Er verteidigte Lord Godolphin gegen Angriffe der Tories in Parlamentsdebatten und der Presse. Verärgert über diese Angriffe planten die Tories, ihn zusammen mit dem Duke of Marlborough zu ruinieren und in Verruf zu bringen. 1712 behaupteten sie wahrheitswidrig, er habe sich im Amt des Kriegsministers der Korruption schuldig gemacht. 
Walpole wurde dafür durch das Unterhaus angeklagt und von der überwältigenden Torymehrheit im Oberhaus für schuldig befunden. Daraufhin wurde er im Tower of London für sechs Monate eingekerkert und vom Parlament ausgeschlossen. Dies schadete letztlich den Tories, da Walpole in der Öffentlichkeit als Opfer eines ungerechten Prozesses angesehen wurde. In der Wahl von 1713 wurde er von seinen Wählern erneut gewählt. Walpole entwickelte eine ausgeprägte Hassbeziehung zu den beiden Tories, die seine Amtsenthebungsklage eingefädelt hatten (Robert Harley (inzwischen 1. Earl of Oxford and Earl Mortimer) und Henry St. John, 1. Viscount Bolingbroke).

## Stanhope-Sunderland-Regierung

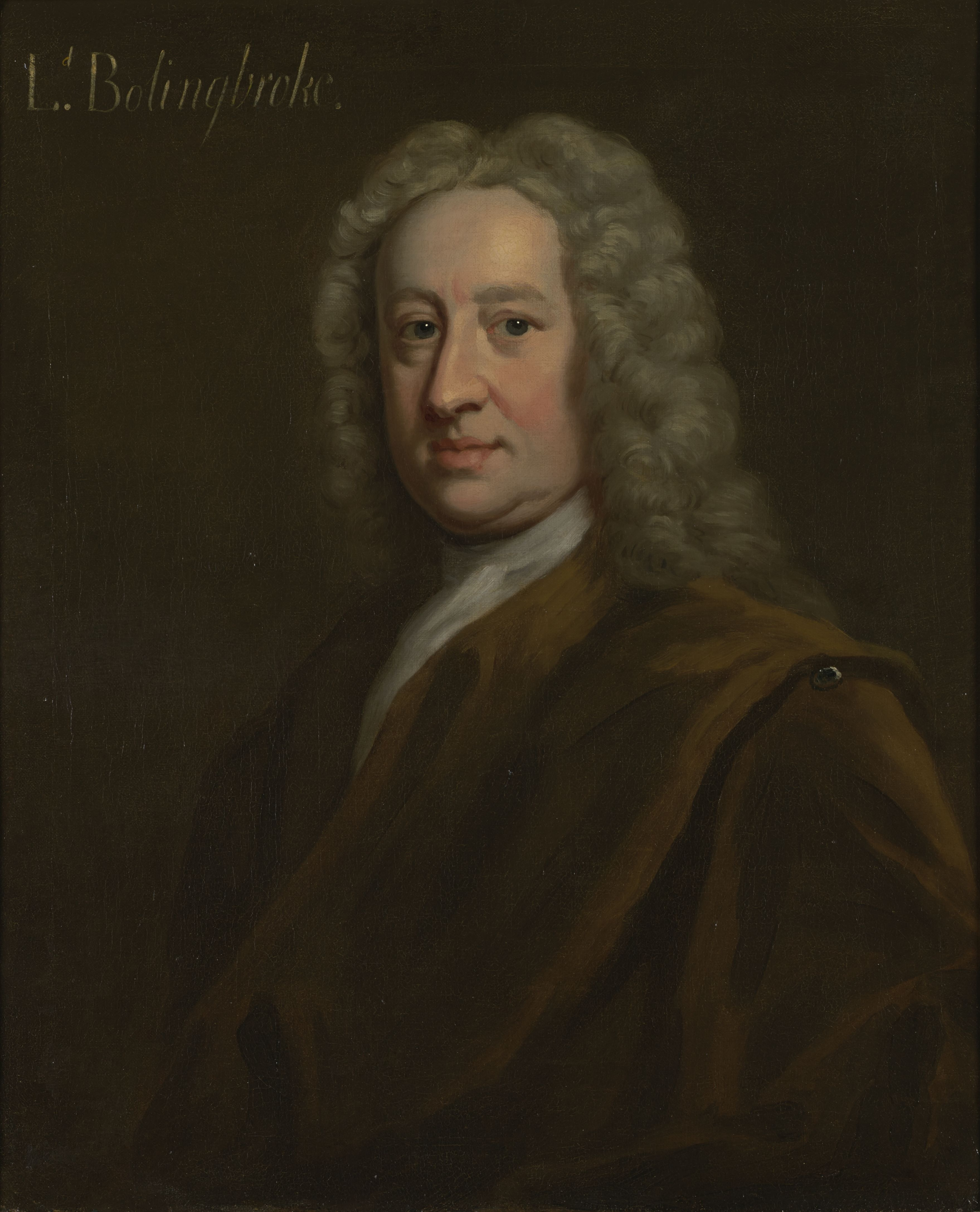
Lord Bolingbroke, politischer Gegner Robert Walpoles

Als 1714 Königin Anne starb, folgte ihr aufgrund des Act of Settlement ein entfernter deutscher Verwandter auf den Thron, Georg, der Kurfürst von Braunschweig-Lüneburg, als König Georg I.
Georg I. misstraute den Tories, da er glaubte, dass sie seine Thronfolge ablehnten (Der Act of Settlement hatte mehrere ältere Verwandte von Königin Anne aufgrund ihrer Zugehörigkeit zum römisch-katholischen Glauben von der Thronfolge ausgeschlossen). 1714 war nicht nur das Jahr von Georgs Thronbesteigung, sondern auch der Beginn der Vorherrschaft der Whigs, die 50 Jahre andauern sollte.
Robert Walpole wurde ins Privy Council aufgenommen und zum Generalzahlmeister der Armee ernannt. Er war Mitglied des Kabinetts von Charles Montagu, 1. Earl of Halifax, obwohl Walpoles Schwager, Lord Townshend und James Stanhope, 1. Earl Stanhope, die eigentlichen dominierenden Mitglieder des Kabinetts waren.
Walpole wurde außerdem Vorsitzender eines Geheimausschusses, der die Vorgänge in den ehemaligen Toryministerien untersuchte. Die Beteiligten an Walpoles Absetzungsverfahren im Jahre 1712 waren nun selbst aus politischen Gründen Angriffen ausgesetzt. Lord Oxford und Lord Bolingbroke wurden abgesetzt und musste sich im Folgejahr einem parlamentarischen Gerichtsverfahren wegen Hochverrats unterziehen.
Lord Halifax, der offizielle Regierungschef, starb im Jahre 1715. Walpole wurde daraufhin zum First Lord High Treasurer und Schatzkanzler befördert. In dieser Position führte er das System des „Sinking fund“ ein, mit dem er die Staatsschulden entscheidend reduzierte. Innerhalb des Kabinetts bildeten sich oft zwei Lager bei der Diskussion über wichtige Themen. Meist standen Walpole und Lord Townshend auf einer Seite, Lord Stanhope und Charles Spencer, 3. Earl of Sunderland, auf der anderen. Hauptstreitpunkt war oft die Außenpolitik, da Walpole und Townshend die Meinung vertraten, König Georg I. denke außenpolitisch mehr an seine deutschen Ländereien als an britische Interessen. Stanhope und Sunderland unterstützten dagegen den König.
Townshend wurde 1716 seines Postens als Staatssekretär für den nördlichen Distrikt enthoben und bekam das weniger einflussreiche Amt des Lord Lieutenant of Ireland. Diese Degradierung reichte Stanhope und Sunderland aber nicht und sie schafften es, dass Townshend im April 1717 auch dieses Amt verlor. Daraufhin trat Walpole am nächsten Tag aus dem Kabinett zurück und schloss sich Townshend in der Opposition an. Das neu gebildete Kabinett wurde daraufhin von Sunderland und Stanhope dominiert.
Kurz nach Walpoles Rückzug spaltete ein ernster Familienstreit zwischen König Georg I. und George, Prince of Wales, die königliche Familie. Dies machten sich Walpole und verschiedene Oppositionspolitiker zunutze und kamen in Leicester House, der Residenz des Prince of Wales mit ihm zusammen und schmiedeten politische Pläne. Walpole wurde auch ein enger Freund von Caroline, der Princess of Wales.
Im Jahre 1720 stärkte Walpole seine Position auch dadurch, dass er für eine Versöhnung zwischen dem Prince of Wales und dem König sorgte.
Walpole blieb eine einflussreiche Persönlichkeit im Unterhaus, wobei er besonders energisch gegen das Adelstandsgesetz (Peerage Bill) eintrat, das den Einfluss des Königs bei der Ernennung neuer Adliger einschränken sollte. Walpole schaffte es, das Unterhaus dazu zu bringen, das Gesetz 1719 zunächst zeitweise außer Kraft zu setzen und schließlich ganz aufzuheben. Diese Niederlage brachte Lord Stanhope und Lord Sunderland dazu, sich mit ihren Gegnern auszusöhnen. Walpole wurde erneut Generalzahlmeister der Armee und Townshend wurde Lord President of the Council.
Durch Walpoles Rückkehr ins Kabinett verlor er allerdings die Gunst des Prince of Wales (dem zukünftigen König Georg II.), der die Regierung seines Vaters missachtete.

## Aufstieg

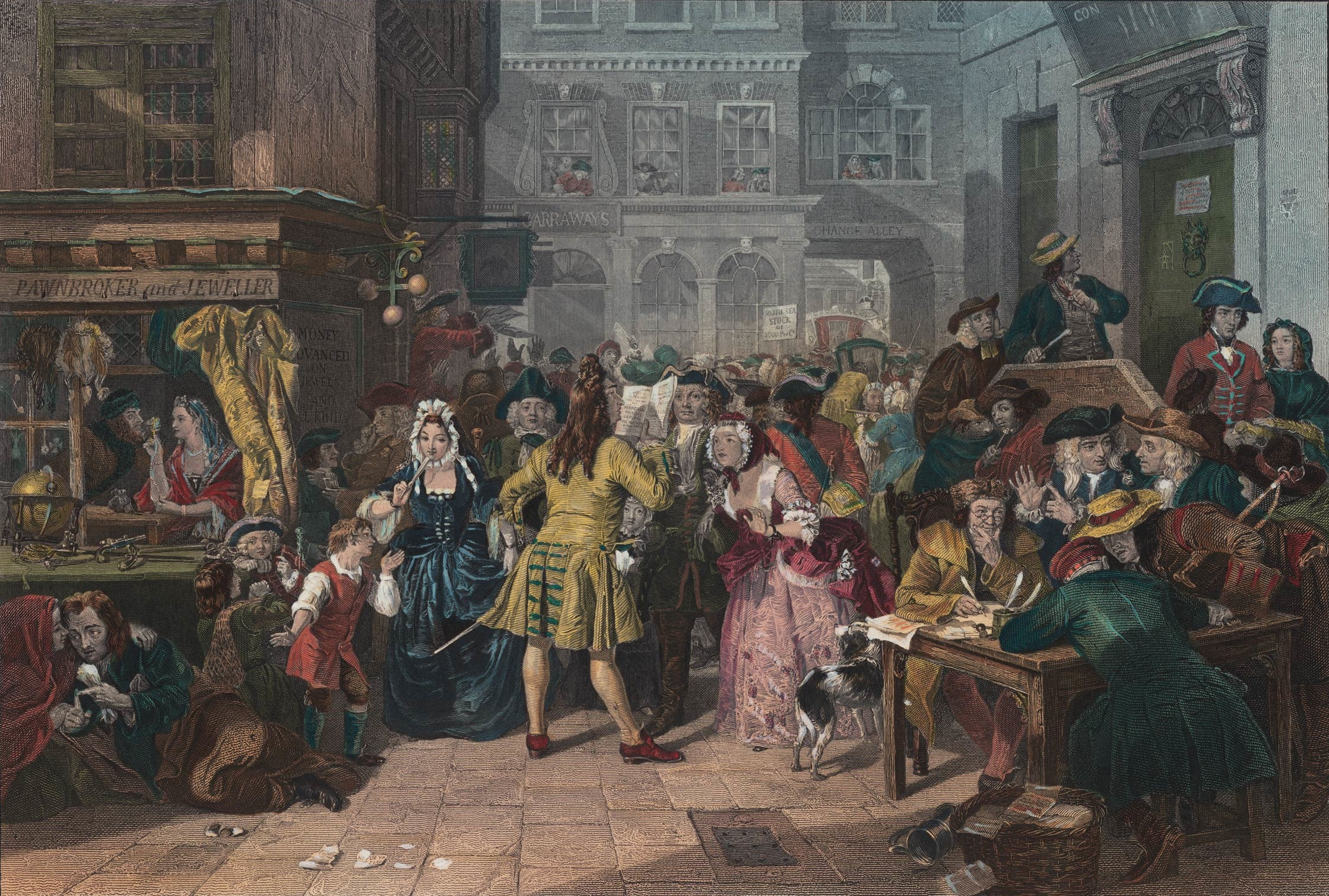
Südseeblase

Kurz nach Walpoles Rückkehr ins Kabinett wurde Großbritannien von einer enthusiastischen Spekulationswelle, der Südseeblase, erfasst. 
Die Regierung hatte einen Plan entworfen, wonach die South Sea Company die Staatsschulden im Austausch gegen gewinnbringende Rentenpapiere übernehmen sollte. Allgemein wurde angenommen, dass die Company enorme Gewinne durch den Handel mit Kleidung, Landwirtschaftsprodukten und Sklaven generieren würde. Viele Leute, einschließlich Walpole, investierten in die Company.
Gegen Ende des Jahres 1720 begann der Niedergang der Company, da die Preise ihrer Waren einbrachen. Walpole wurde nur dadurch vor dem finanziellen Ruin bewahrt, dass sein Bankier ihm frühzeitig zum Verkauf seiner Anteile riet.
Im Jahre 1721 untersuchte ein Ausschuss den Skandal und fand heraus, dass viele korrupte Kabinettsmitglieder daran beteiligt waren, darunter der Schatzkanzler John Aislabie, der Postminister James Craggs der Ältere, der Staatssekretär für den südlichen Distrikt, James Craggs der Jüngere und sogar Lord Stanhope und Lord Sunderland. Craggs der Ältere und Craggs der Jüngere fielen in Ungnade und starben bald darauf. Die anderen Kabinettsmitglieder wurden wegen Korruption abgesetzt, Aislabie wurde sogar schuldig gesprochen und inhaftiert. Walpole konnte Stanhope und Sunderland durch persönlichen Einfluss vor Haft bewahren. Dies brachte ihm den Spitznamen „General Schutzpatron“ ein.
Durch Sunderlands Abdankung und Stanhopes Tod im Jahre 1721 war Walpole die einflussreichste Persönlichkeit der Regierung.
Am 4. April 1721 wurde er First Lord of the Treasury, Schatzkanzler und Vorsitzender des Unterhauses. Walpoles Amtszeit als Premierminister wird oft mit der Verleihung dieser Ämter im Jahre 1721 gleichgesetzt. In Wahrheit teilte sich Walpole die Macht mit seinem Schwager Lord Townshend, der Staatssekretär für den Nördlichen Distrikt war und die Außenpolitik bestimmte. Auch John Carteret, 2. Baron Carteret, der Staatssekretär für den südlichen Distrikt, war ein einflussreiches Mitglied des Kabinetts.

## Premierminister unter Georg I.
Unter Walpoles Führung versuchte das Parlament mit der herrschenden Finanzkrise fertigzuwerden. Die Anwesen der Direktoren der South Sea Company wurden konfisziert und dazu benutzt, das Leid der Opfer des Finanzkollapses zu mildern. Das Aktienkapital der Company wurde zwischen der Bank of England und der Ostindienkompanie aufgeteilt. Die Krise hatte zwar nachhaltig die Glaubwürdigkeit des Königs und der Whigpartei beschädigt, aber Walpole stand für beide mit geschickter Rhetorik im Unterhaus ein.
Walpoles erstes Jahr als Premierminister war weiterhin gekennzeichnet durch die Aufdeckung einer jakobitischen Verschwörung von Francis Atterbury, dem Bischof von Rochester. Durch diese Entlarvung wurden die Hoffnungen der Jakobiten zerschlagen, deren vorherige Rebellionen in den Jahren 1715 und 1719 ebenfalls gescheitert waren.
Eines der führenden Mitglieder der Torys, Lord Bolingbroke, floh danach nach Frankreich, um eine Bestrafung für seine jakobitischen Sympathien zu vermeiden. Ihm wurde aber erlaubt, 1723 nach Großbritannien zurückzukehren.
Während der restlichen Regierungszeit von Georg I. bewahrte Walpole seinen Einfluss. Die politische Macht des Königs schwand allmählich und die Macht seiner Minister wuchs. Im Jahre 1724 wurde Lord Carteret, der Hauptrivale von Walpole und Townshend im Kabinett vom Posten des Staatssekretärs des südlichen Distrikts abberufen und erneut zum weniger einflussreichen Lord Lieutenant of Ireland ernannt. Dadurch hatten Walpole und Townshend endgültig die Macht im Ministerium.
Sie schafften es, Großbritannien im Frieden zu halten, insbesondere dadurch, dass sie 1725 einen Vertrag mit Frankreich und Preußen aushandelten. Da das Land nun weder durch Jakobiten, Krieg oder Finanzkrisen bedroht war, florierte die Wirtschaft und das Ansehen Walpoles bei König Georg I. wuchs. 1725 wurde er als Knight Companion des Order of the Bath und 1726 als Knight Companion des Hosenbandorden ausgezeichnet (der ihm den Spitznamen „Sir Bluestring“ einbrachte). Weiterhin wurde sein ältester Sohn Robert 1723 als Baron Walpole zum erblichen Peer erhoben.

## Premierminister unter Georg II.

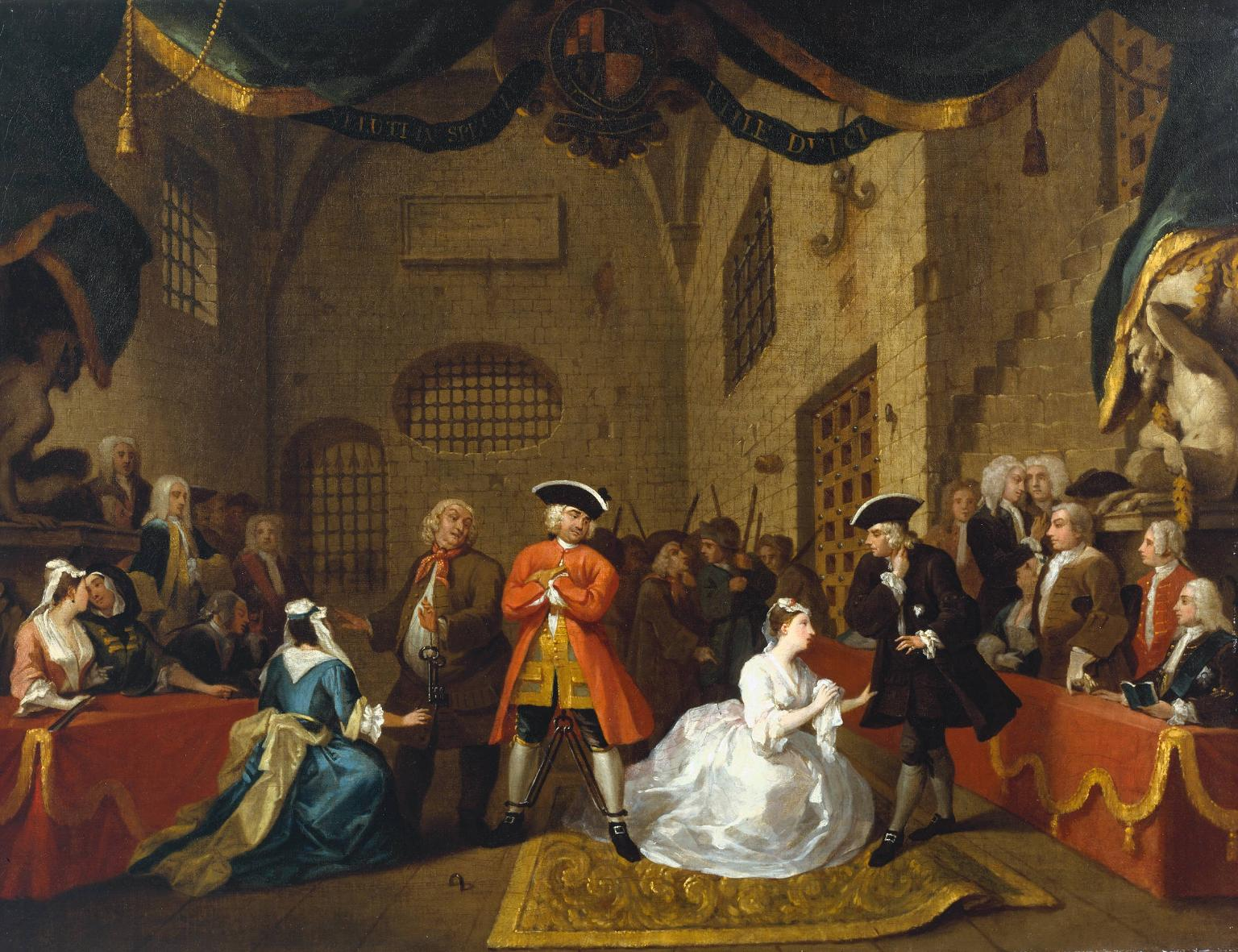
The Beggar’s Opera

Die Stellung Sir Robert Walpoles wurde durch den Tod König Georgs I. im Jahre 1727 bedroht. Der Thronfolger Georg II. wollte Walpole zunächst aus seinem Amt entfernen, wurde aber von seiner Gattin Caroline umgestimmt. Auch Townshend, den der König ebenfalls nicht mochte, behielt sein Amt. In den nächsten Jahren teilte sich Walpole die Macht mit Townshend, wurde aber mehr und mehr zur dominierenden Person in der Regierung. Es kam zum Zerwürfnis zwischen beiden wegen der Außenpolitik, insbesondere der gegenüber Preußen, aber auch hier setzte sich Walpole durch. Townshend trat schließlich am 15. Mai 1730 zurück. Oft wird dieses Datum ebenfalls als Beginn der Amtszeit als Premierminister angesehen.
Während der folgenden Jahre wuchs der Einfluss Walpoles stärker als je zuvor. Da er sich der Unterstützung durch Königin Caroline und ansatzweise König Georg II. sicher war, machte er ausgedehnt Gebrauch von dieser königlichen Gunst, indem er Auszeichnungen verlieh und lukrative politische Ämter einrichtete. Er wählte die Mitglieder seines Kabinetts sorgfältig aus und schaffte es, dass sie einstimmig agierten. Einen derartigen Einfluss hatte bis dahin noch kein Regierungschef gehabt. Walpole wird als der erste Premierminister Großbritanniens angesehen.
Da er stark polarisierte, hatte Walpole viele Gegner, deren bekanntester seit den Zeiten von Königin Anne, Lord Bolingbroke war. Auch William Pulteney, 1. Earl of Bath, war brüskiert, weil Walpole den fähigen Staatsmann nicht in sein Kabinett aufgenommen hatte. Lord Bolingbroke und Lord Bath waren Herausgeber einer Zeitschrift namens „The Craftsman“, in der sie unaufhörlich die Politik des Premierministers anprangerten.
Walpole war auch ständig Ziel von Satiren und Parodien. Er wurde oft mit dem Verbrecher Jonathan Wild verglichen, wie es John Gay in seiner Posse „The Beggar’s Opera“ tat. Weitere Feinde Walpoles waren Jonathan Swift, Alexander Pope, Henry Fielding und Samuel Johnson.
Trotz dieser Opposition sicherte sich Walpole die Unterstützung des Volkes und des Unterhauses, indem seine Politik auf Vermeidung von Kriegen ausgerichtet war, was sich in niedrigen Steuern bemerkbar machte. Er machte seinen Einfluss dahingehend geltend, dass er König Georg II. davon abhielt, 1733 auf dem europäischen Festland am Polnischen Thronfolgekrieg teilzunehmen. Sein Einfluss wurde allerdings im gleichen Jahr ernsthaft gefährdet, als er ein neues Steuergesetz ins Parlament einbrachte. Die Staatseinnahmen waren durch Schmuggler stark reduziert worden, daher schlug Walpole vor, dass die Steuern auf Wein und Tabak durch eine Verbrauchssteuer ersetzt werden sollten. Um dem Schmuggeln entgegenzuwirken, sollte diese Steuer nicht in den Häfen, sondern erst in den Lagerhäusern erhoben werden. Dieser Vorschlag war äußerst unbeliebt und wurde von den britischen Kaufleuten abgelehnt. Walpole zog daraufhin das Gesetz zurück, entließ aber im Gegenzug alle Politiker, die es gewagt hatten anderer Meinung zu sein. Dadurch verlor er allerdings einen Großteil seiner Whigpartei an die Opposition.
Nach der Parlamentswahl von 1734 bildeten seine Getreuen aber immer noch die Mehrheit im Unterhaus, allerdings in geringerer Zahl als zuvor. Er behielt so zwar seine Vormachtstellung im Parlament, seine Beliebtheit begann aber abzunehmen.
1736 führte eine Steuererhöhung auf Gin zu Unruhen in London und im Land. In Edinburgh kam es zu den so genannten „Porteous Unruhen“, da der König einen Hauptmann der Garde (John Porteus) begnadigte, der zuvor seine Truppen angewiesen hatte, auf Protestierer zu schießen. Diese Vorfälle beschädigten zwar Walpoles Ansehen, führten aber nicht dazu, dass er die Mehrheit im Parlament verlor. Dies wurde besonders in dem Fall deutlich, als er ohne Probleme den Plan von Sir John Barnard durchkreuzte, die Anteile an den Staatsschulden zu verringern. Er brachte das Parlament im Jahre 1737 auch dazu, das Gesetz über die Sperrstunde in Gaststätten und Theatern zu verabschieden. Dies war eine Retourkutsche gegenüber Swift, Pope, Fielding und anderen Literaten, die seine Regierung in ihren Werken angegriffen hatten.

## Niedergang

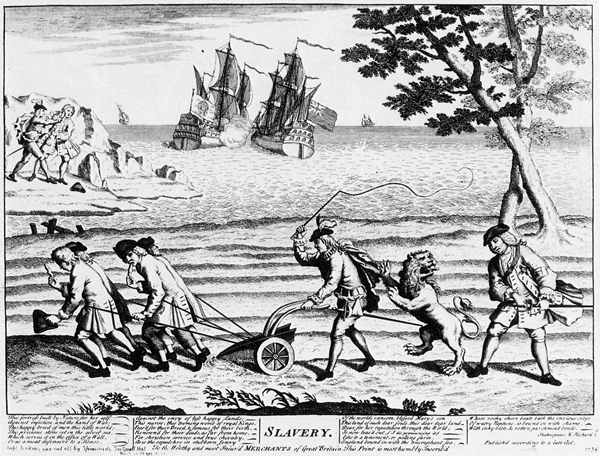
Walpole treibt den britischen Löwen hinter einem spanischen Pflüger her, der vier britische Handelsmatrosen vorgespannt hat. Im Hintergrund verliert Robert Jenkins sein Ohr, während ein britisches Kriegsschiff im Kampf gegen ein spanisches Schiff den Kürzeren zieht (englische Karikatur, 1738).

Im Jahre 1737 starb Walpoles enge Freundin, Königin Caroline. König Georg II. hatte zwar im Laufe der Jahre ein besseres Verhältnis zu Walpole entwickelt, dennoch beherrschte er die Regierung immer weniger. Lautstarker Gegner in der Opposition war Frederick, Prince of Wales, der sich von seinem Vater, dem König, entfremdet hatte. Ihm schlossen sich einige junge Politiker wie William Pitt der Ältere und George Grenville an, deren Fraktion sich die „Patriot Boys“ nannte.
Möglicherweise führte Walpoles Politik, möglichst keine militärischen Konflikte auszutragen, zu seinem Machtverlust. Im Vertrag von Sevilla hatte sich Großbritannien 1729 verpflichtet, nicht mit den spanischen Kolonien in Nordamerika zu handeln. Spanien hatte sich das Recht zusichern lassen, britische Schiffe zu betreten und durchsuchen zu dürfen, um die Einhaltung des Vertrags zu überprüfen. Diskussionen gab es aber darüber, ob mit der Karibik Handel getrieben werden durfte. Walpole wollte auch in dieser Frage einen Krieg vermeiden, hatte aber im König, dem Unterhaus und Teilen seines Kabinetts starke Gegner. 1739 gab Walpole seinen Widerstand auf und begann den War of Jenkins’ Ear, so genannt, weil Kapitän Robert Jenkins beklagte, dass Spanier sein Ohr abgetrennt hätten, als sie sein Schiff inspizierten. Nach Beginn des Krieges verlor Walpole immer rasanter an Einfluss. Bei der Parlamentswahl von 1741 konnte seine Partei zwar in einwohnerstarken Wahlbezirken die Stimmenzahl erhöhen, verlor aber dagegen in vielen ländlichen Bezirken, wo Gutsherren noch inoffiziell Einfluss auf die Stimmabgabe nahmen. Die Gewinne in England und Wales machten die Verluste der Wahl im Jahre 1734 nicht wett. In Cornwall verloren Walpoles Gefolgsleute auch 1741, da viele Wahlbezirke unter dem Einfluss des Prince of Wales standen, der auch Duke of Cornwall war. Diese Wahlbezirke hatten Kandidaten aufgestellt, die gegenüber Walpole feindlich eingestellt waren und so erneut ins Parlament einzogen. Der Einfluss von John Campbell, 2. Duke of Argyll, in Schottland bewirkte, dass auch dort Gegner von Walpole gewählt wurden. Walpoles Mehrheit galt als instabil, da die Loyalität der erstmals ins Parlament gewählten Abgeordneten schwierig einzuschätzen war. Man schätzte das Stimmverhältnis auf 14:8.
Im neuen Parlament hielten viele Whigs den alternden Premierminister für unfähig, einen militärischen Feldzug durchzuführen, und bei der Entscheidung über diese Frage schmolz seine Mehrheit noch weiter, so dass sich Befürworter und Kritiker in gleicher Zahl gegenüberstanden.
1742 musste das Unterhaus über die Gültigkeit einer angeblich manipulierten Nachwahl im Borough Chippenham in Wiltshire entscheiden. Walpole und seine Unterstützer vereinbarten, das Ergebnis der Abstimmung als Vertrauensfrage gegenüber der Regierung zu werten. Da die Abstimmung verloren ging, trat er von seinen Regierungsämtern zurück. Im Zuge dieses Rücktritts war vereinbart worden, dass der König ihn am 6. Februar 1742 als Earl of Orford, Viscount Walpole und Baron Walpole, of Houghton in the County of Norfolk, zum erblichen Peer erhob, wodurch er Mitglied des House of Lords wurde. Fünf Tage später übergab er offiziell seine Amtssiegel.

## Spätere Jahre
Sein Nachfolger als Premierminister wurde offiziell Spencer Compton, 1. Earl of Wilmington, aber eigentlicher Regierungschef im Kabinett war Lord Carteret. Eine Untersuchung wurde eingeleitet, ob es Unregelmäßigkeiten während Walpoles Regierungszeit gegeben hatte, die aber ohne Hinweise auf Korruption oder Fehlverhalten abgeschlossen wurde. Obwohl Walpole kein Kabinettsmitglied mehr war, fungierte er aber immer noch als persönlicher Berater von König Georg II. und wurde oft mit dem Titel „Minister hinter dem Vorhang“ versehen. So schaffte er es im Jahre 1744, die Absetzung Lord Carterets zu erreichen und dafür Henry Pelham einzusetzen.
Im folgenden Jahr starb Walpole in London kurz vor seinem 69. Geburtstag. Er wurde in seiner Heimatstadt Houghton beerdigt. Sein Adelstitel ging auf seinen ältesten Sohn Robert über, der wiederum von seinem einzigen Sohn George beerbt wurde. Nach seinem Tod ging die Earlswürde auf den jüngeren Sohn Horace über, einen bekannten Schriftsteller. Horace Walpole starb ohne Erben.

## Vermächtnis

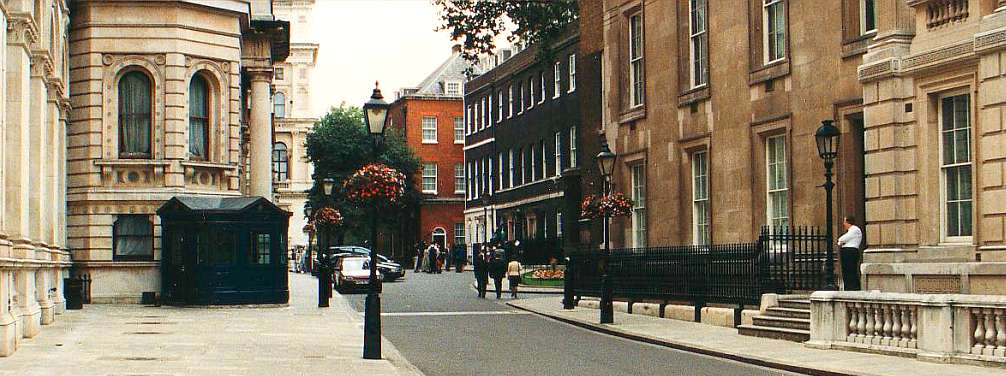
10 Downing Street

Walpoles Einfluss auf die Politik jener Zeit war enorm. Die Tories wurden zur kleinen, unbedeutenden Fraktion und die Whigs wurden die dominierende Partei. Er war der erste Premierminister Großbritanniens, wobei er dabei weniger auf die Unterstützung des Unterhauses setzte, als auf die Gunst des Königs. Seine Nachfolger im Amt waren vergleichsweise schwache Persönlichkeiten und es dauerte Jahrzehnte, bis das Amt wieder eine derart starke Position einnahm, wie zu seiner Zeit. Walpoles Strategie, Großbritannien aus kriegerischen Handlungen herauszuhalten, brachte dem Land Wohlstand. Er stärkte die Stellung des Königshauses Hannover und bekämpfte die Jakobiten, deren Rebellion kurz nach Walpoles Rücktritt 1745 beendet wurde.
Ein weiteres Vermächtnis Walpoles ist die Adresse 10 Downing Street. Das bis dahin von Johann Caspar Graf von Bothmer bewohnte Haus wurde Walpole 1732 von König Georg II. als persönliches Geschenk überlassen; Walpole akzeptierte das Geschenk aber nur als offizielle Residenz des Lord High Treasurer. Er selbst zog dort am 22. September 1735 ein. Seine unmittelbaren Nachfolger wohnten nicht immer in diesem Haus und zogen lieber in ihre Privatresidenzen. Doch blieb das Haus als offizielle Residenz erhalten.
Walpole hinterließ außerdem eine berühmte Kunstsammlung, die er während seiner Amtszeit gesammelt hatte. Die Sammlung wurde 1779 von seinem Enkel an die russische Kaiserin Katharina II. verkauft. Die Sammlung, die als eine der schönsten in Europa gilt, befindet sich heute in der Eremitage in Sankt Petersburg, Russland.
Der Kinderreim „Who killed Cock Robin“ soll eine Anspielung auf den Niedergang Walpoles sein.
Die 1724 gegründete Stadt Walpole im US-Bundesstaat Massachusetts wurde nach ihm benannt.